# Relations entre le Bénin et la Chine
Les relations entre le Bénin et la Chine font référence aux relations actuelles et historiques entre le Bénin et la République populaire de Chine.
Les relations ont établi des relations bilatérales pour la première fois en novembre 1964.
En janvier 1966, le Bénin a reconnu la République de Chine (Taiwan) et a retiré ses relations de la République populaire. Le Bénin et la RP Chine ont rétabli leurs relations en 1972 sous le régime de Mathieu Kérékou au Bénin. Le Bénin et la RP Chine échangent régulièrement des visites de haut niveau, Kérékou s'étant personnellement rendu à Pékin en 1976, 1986 et 1998. Les relations se sont concentrées sur le développement commercial. Depuis 1972, le Bénin soutient la politique d'une seule Chine de la RP Chine.

## Développement économique
La Chine a aidé le Bénin à réaliser un certain nombre de projets de travaux publics, notamment un hôpital à Lokossa et le Stade de l’Amitié Général Mathieu Kérékou. Le financement chinois plus récent du développement du Bénin comprend une subvention de 160 millions de yuans pour la construction d'un viaduc à Cotonou ainsi que la construction d'un centre de développement de l'économie et du commerce.
La Zhejiang Tianshi International Economic and Technological Coopération Co a achevé la construction du centre en 2009 pour un coût total de 50 millions de yuans.
Dans les années 1990 et 2000, le Bénin était un grand consommateur de produits chinois; Par exemple, en 2002, la valeur totale des échanges commerciaux entre les deux pays était d'environ 437 millions de dollars américains; Le Bénin a exporté pour environ 17 millions de dollars de marchandises vers la Chine, tandis que le Bénin a importé pour 420 millions de dollars de marchandises chinoises.
En mars 2018, le président Patrice Talon a approuvé le développement par la Chine d’un chemin de fer reliant Cotonou à Niamey, pour un coût estimé à 4 milliards de dollars américains.

## Relations culturelles
À la suite de l'établissement de relations, la Chine a fondé un «Centre culturel chinois» à Cotonou. Environ 25 étudiants béninois étudient chaque année en Chine.
Le Centre Culturel de Chine au Bénin a été ouvert au public en 1988. Dans ce centre, plus d'une centaine de Béninois étudient chaque année la langue chinoise.
Des conférences et des expositions sur la culture chinoise sont également organisées dans ce centre.